# 魚允中
魚 允中（オ・ユンジュン、1848年 - 1896年2月17日）は、李氏朝鮮末期の政治家。字は聖執。号は一斉。本貫は咸従。故郷は忠清道報恩。

## 人物
1869年に科挙の文科に及第し、1867年から1869年まで慶尚道梁山郡守、1877年全羅右道暗行御史などを歴任。朋党政治においては老論派に属した。
1881年4月には高宗の命を受け「紳士遊覧団」の一員として渡日し、9月に帰国して日本の大蔵省や農商務省の事務に関する報告書を提出し、開国政策を主張した。また同月のうちに上海に渡り、同地の地方官に面会し、江南機器製造局などを視察、10月には天津にわたり、李鴻章や周馥らに謁見し、洋務運動を視察、翌年には問議官に任命され、天津や北京に派遣された。同年6月には壬午軍乱の報に接し、金允植とともに、清軍の出兵を要請し、随行する形で帰国した。
以後は対外折衝の任に携わり、1882年米朝修好通商条約の条文作成に参加。さらに中朝商民水陸貿易章程の成立にも関与した。1883年には平安道、咸鏡道の国境貿易問題処理や、地方間の行政を監督するための臨時の官職である「西北経略使」に任命され、土門江（トムンガン）と豆満江（トゥマンガン）沿岸の国境地帯を調査、朝鮮と中国、ロシアの国境線画定に尽力する一方、中江貿易章程、会寧通商章程、中朝商民水陸貿易章程などを協定。1894年甲午改革に際して金弘集内閣に度支部大臣として参画したため、1896年の露館播遷により親露派の内閣が成立すると、帰郷途中の京畿道竜仁郡魚肥里で群衆によって殺害された。著作に「従政年表」がある。